# Selección de fútbol de Nueva Caledonia
La selección de fútbol de Nueva Caledonia es el equipo representativo del Territorio de Ultramar de Francia de Nueva Caledonia en las competiciones oficiales. Su organización está a cargo de la Federación de Fútbol de Nueva Caledonia bajo tutela de la FFF, perteneciente a la OFC y a la FIFA.
Desde su primer partido disputado en 1951, obtuvo seis veces la medalla de oro en los Juegos del Pacífico, siendo el equipo más ganador del torneo; en tres oportunidades la presea plateada y dos veces la de bronce. En la Copa de las Naciones de la OFC fue subcampeón en 2008 y 2012, mientras que en 1973 y 1980 se posicionó en tercer lugar. También participó en la Coupe de l'Outre-Mer.
De sus pocos partidos notables, destaca haber eliminado a Nueva Zelanda por 2:0 en la semifinal de la Copa de las Naciones de la OFC 2012, un empate 1:1 ante Estonia en un amistoso disputado el 26 de noviembre de 2017 y una derrota 5:3 ante Bulgaria en un amistoso el 8 de febrero de 1973, donde logró anotar 3 goles en el segundo tiempo después de ir perdiendo 4:0.

## Historia

### Principal potencia del Pacífico (1951-1975)
La selección neocaledonia disputó su primer partido en 1951 frente a Nueva Zelanda, a la que venció por 2-0. Se volvieron a enfrentar en una serie de amistosos de los cuales Les Cagous ganaron dos y perdieron los otros dos. Desde entonces, Nueva Caledonia comenzó a enfrentarse en repetidas ocasiones frente al combinado neozelandés y a Tahití.
En 1963 ganó la medalla de oro de los primeros Juegos del Pacífico Sur luego de vencer a Fiyi, el organizador, por un abultado 8-2 en la final. En la siguiente edición, volvió a alcanzar el partido decisivo, pero lo perdió por 2-0 a manos de Tahití.
En Puerto Moresby 1969 recuperó la presea dorada al batir a los tahitianos 2-1 y rectificó su exitoso presente dos años más tarde en los Juegos de 1971 al ganarle a las Nuevas Hébridas 7-1 y conquistar nuevamente el torneo. Aun así, no pudo plasmar sus buenas actuaciones en el torneo del Pacífico en la Copa Oceanía 1973, precursora de la Copa de las Naciones de la OFC, en donde luego de ser superado por Nueva Zelanda y Tahití en la primera fase, debió conformarse con el partido por el tercer puesto, que le ganó a las Nuevas Hébridas por 2-1. Nuevamente se posicionó entre los tres primeros en los Juegos del Pacífico Sur 1975, donde luego de llegar a la final, perdió en la misma con Tahití por 2-1 en tiempo extra.

### Ligero declive y el oro en Numea 1987 (1976-2001)
Cortó la racha de cinco ediciones consecutivas consiguiendo medallas en Suva 1979, donde luego de perder con Tahití 3-2 en la semifinal, cayó ante las Islas Salomón 3-1 en el encuentro por el tercer lugar. Un año después acogió la Copa Oceanía 1980, en la cual se posicionó tercero tras batir a Fiyi 2-1.
Regresó al podio en los Juegos del Pacífico en Apia 1983 al ganar la medalla de bronce tras vencer a Papúa Nueva Guinea 2-1 en el partido por el tercer puesto. En la siguiente edición volvió a proclamarse campeón luego de vencer al elenco tahitiano en la final. En 1991 Fiyi lo privó de jugar la final al eliminarlo en semifinales, por lo que Nueva Caledonia debió contentarse con la presea de bronce al derrotar 3-1 a Vanuatu. Entre medio, fue subcampeón de la Copa Melanesia en 1989, 1990 y 1992, mientras que en 1994 terminó cuarto y no pudo clasificarse a la Copa de las Naciones de la OFC 1996.
En los Juegos del Pacífico Sur 1995 fue eliminado por primera vez en primera ronda al ser superado en puntos por Tahití y las Islas Salomón. Tres años después, en la Copa Melanesia 1998, perdió todos sus encuentros y no pudo calificar para el torneo continental oceánico. Clasificación que le sería esquiva nuevamente en 2000, ya que en el torneo regional quedó a un punto del último clasificado, Vanuatu.

### Ingreso en el fútbol mundial y regreso al éxito

Bandera utilizada para representar a Nueva Caledonia por la FIFA.

Alcanzó finalmente la Copa de las Naciones de la OFC en 2002 al superar a Samoa, Tonga y Samoa Americana en la fase clasificatoria. Sin embargo, Nueva Caledonia cayó en sus tres encuentros en la fase de grupos, a manos de Australia, Vanuatu y Fiyi. Aun así, al año siguiente arribó a la final en Suva 2003, pero perdió ante el local, la selección fiyiana, por 2-0.
En 2004 volvió a fallar en su intento de alcanzar el torneo continental oceánico. Sin embargo, el hecho de tomar parte en la clasificación a la Copa de las Naciones representó también su primera participación en una eliminatoria para la Copa Mundial, ya que el campeonato de Oceanía fue una de las fases del camino de ese continente a Alemania.
Veinte años después de su último campeonato en los Juegos del Pacífico Sur, Nueva Caledonia volvió a apoderarse de la medalla dorada luego de vencer 1-0 en el encuentro decisivo a Fiyi. El título le dio también la clasificación a la Copa de las Naciones de la OFC 2008, en la que se posicionó segundo por detrás del eventual campeón, Nueva Zelanda.

### Éxito en la Copa de las Naciones
Ya como organizador, en Numea 2011 se abrió nuevamente camino a la final, que ganó 2-0 sobre las Islas Salomón.
Al año siguiente, disputó el campeonato oceánico 2012. Luego de terminar segundo en su grupo, solo por detrás de Tahití, Nueva Caledonia debió enfrentarse a Nueva Zelanda, favorita al título. Sorpresivamente, con tantos de Gope-Fenepej y Kaï, el seleccionado neocaledonio eliminó a los Kiwis del certamen, aunque en la final terminaría cayendo ante Tahití por 1 a 0.
En el torneo de 2016 Les Cagous igualaron con Papúa Nueva Guinea y Tahití en la fase de grupos, pero la victoria sobre Samoa les permitió avanzar a semifinales, donde serían derrotados por Nueva Zelanda al caer 1 a 0.

### Empate histórico
El 26 de noviembre de 2017 se enfrentó ante Estonia en un partido amistoso. Tras mantenerse sin goles el primer tiempo, el seleccionado europeo abrió el marcador por medio de Henri Anier a los 9 minutos. Sin embargo, 5 minutos después, Emile Ounei consiguió igualar el partido. De esta manera la selección oceánica se convirtió en la primera fuera de Nueva Zelanda y Australia en conseguir un empate ante una selección europea.

### Actualidad
Tras la suspensión de la Copa de las Naciones de 2020 debido a la pandemia de covid-19, el rendimiento de la selección se vio afectado y entró en declive. En las eliminatorias a la Copa del Mundo, que se disputaron en Doha a principios de 2022, la selección finalizó última en su grupo perdiendo todos sus partidos. En septiembre compitió en la Copa Primer Ministro, organizada en Vanuatu, quedando eliminada rápidamente.
La selección volvió a conocer el triunfo en marzo de 2023, al vencer por 2 a 0 a Tahití en un amistoso; aunque luego cayó por 2 a 1 en un segundo amistoso.

## Últimos partidos y próximos encuentros
Actualizado al último partido jugado el 24 de marzo de 2025
| Fecha      | Ciudad         | Local           | Resultado      | Visitante          | Competición                     |
| ---------- | -------------- | --------------- | -------------- | ------------------ | ------------------------------- |
| 18-11-2023 | Honiara        | Nueva Caledonia | 7:0            | Tonga              | Juegos del Pacífico 2023        |
| 24-11-2023 | Honiara        | Nueva Caledonia | 8:0            | Islas Cook         | Juegos del Pacífico 2023        |
| 28-11-2023 | Honiara        | Nueva Caledonia | 1:0            | Vanuatu            | Juegos del Pacífico 2023        |
| 01-12-2023 | Honiara        | Islas Salomón   | 2:2 (6:7 pen.) | Nueva Caledonia    | Juegos del Pacífico 2023        |
| 10-10-2024 | Suva           | Nueva Caledonia | 3:1            | Papúa Nueva Guinea | Clasificación Copa Mundial 2026 |
| 14-11-2024 | Puerto Moresby | Islas Salomón   | 2:3            | Nueva Caledonia    | Clasificación Copa Mundial 2026 |
| 17-11-2024 | Puerto Moresby | Nueva Caledonia | 1:1            | Fiyi               | Clasificación Copa Mundial 2026 |
| 21-03-2025 | Wellington     | Nueva Caledonia | 3:0            | Tahití             | Clasificación Copa Mundial 2026 |
| 24-03-2025 | Auckland       | Nueva Zelanda   | 3:0            | Nueva Caledonia    | Clasificación Copa Mundial 2026 |
| -03-2026   | TBD            | ?               | -:-            | Nueva Caledonia    | Clasificación Copa Mundial 2026 |

## Uniformes

### Uniforme Titular
| 1987 | 1998 | 2002 | 2003 | 2006 | 2007 | 2008 | 2010 | 2011 |

| 2012 | 2016 | 2017 | 2019 | 2019 | 2022 | 2022 |

### Uniforme Alterno
| 2003 | 2006 | 2007 | 2012 | 2016 | 2019 | 2019 | 2022 | 2022 |

### Uniforme Tercero
| 2004 | 2022 |

Fuentes:

## Futbolistas
El máximo goleador es Michel Hmaé, quien con sus 23 goles ayudó a Nueva Caledonia a conseguir la medalla de plata en Suva 2003 y la dorada en Apia 2007 y Numea 2011. Otros futbolistas que colaboraron con esas obtenciones fueron Georges Gope-Fenepej, Cesar Zeoula, Jacques Haeko, goleador de la Copa de las Naciones de la OFC 2012, Pierre Wajoka, Bertrand Kaï  y Jean-Patrick y Joël Wakanumuné.

### Última convocatoria
Convocatoria para los partidos por la clasificación de OFC para la Copa Mundial de Fútbol de 2026 ante  Islas Salomón y  Fiyi el 14 y 17 de noviembre de 2024.
| No. | Pos. | Jugador              | Fecha de nacimiento (edad)         | Apa. | Goles | Club                      |
| --- | ---- | -------------------- | ---------------------------------- | ---- | ----- | ------------------------- |
|     | POR  | Mickaël Ulile        | 16 de julio de 1997 (28 años)      | 14   | 0     | Magenta                   |
|     | POR  | Thomas Schmidt       | 4 de junio de 1996 (29 años)       | 5    | 0     | Tiga Sport                |
|     | POR  | Wareen Hlupa         | 16 de abril de 2004 (21 años)      | 1    | 0     | Decize                    |
|     |      |                      |                                    |      |       |                           |
|     | DEF  | Joseph Athale        | 11 de julio de 1995 (30 años)      | 15   | 1     | Olympique Saint-Quentin   |
|     | DEF  | Fonzy Ranchain       | 22 de julio de 1994 (31 años)      | 8    | 0     | Gaïca                     |
|     | DEF  | Cameron Wadenges     | 5 de agosto de 2000 (25 años)      | 1    | 0     | Racing Besançon           |
|     | DEF  | Alexandre Deplanque  | 2 de enero de 2001 (24 años)       | 1    | 0     | Vendée Fontenay           |
|     | DEF  | Djibril Tufele       | 25 de enero de 2003 (22 años)      | 2    | 0     | Lössi                     |
|     | DEF  | Florian Gope         | 25 de marzo de 2004 (21 años)      | 0    | 0     | Magenta                   |
|     |      |                      |                                    |      |       |                           |
|     | MED  | César Zeoula         | 29 de agosto de 1989 (35 años)     | 41   | 13    | Chauvigny                 |
|     | MED  | Shene Wélépane       | 9 de diciembre de 1997 (27 años)   | 18   | 6     | Tiga Sport                |
|     | MED  | Morgan Mathelon      | 12 de septiembre de 1991 (33 años) | 12   | 0     | Tiga Sport                |
|     | MED  | Didier Simane        | 3 de agosto de 1996 (29 años)      | 5    | 0     | ASPTT Dijon               |
|     | MED  | Mickaël Partodikromo | 2 de febrero de 1996 (29 años)     | 1    | 0     | Saint-Sébastien           |
|     | MED  | Jekob Jeno           | 22 de junio de 2000 (25 años)      | 2    | 0     | Beitar Jerusalem          |
|     | MED  | Pierre Bako          | 9 de agosto de 2001 (24 años)      | 1    | 0     | Vertou                    |
|     | MED  | Yoan Béaruné         | 22 de marzo de 2002 (23 años)      | 0    | 0     | Horizon Patho             |
|     |      |                      |                                    |      |       |                           |
|     | DEL  | Georges Gope-Fenepej | 23 de octubre de 1988 (36 años)    | 22   | 16    | Saint-Pryvé Saint-Hilaire |
|     | DEL  | Jean-Jacques Katrawa | 2 de agosto de 1999 (26 años)      | 8    | 3     | Sud FC                    |
|     | DEL  | Gérard Waia          | 22 de diciembre de 2004 (20 años)  | 5    | 1     | Tiga Sport                |
|     | DEL  | Germain Haewegene    | 13 de julio de 1996 (29 años)      | 3    | 1     | Magenta                   |
|     | DEL  | Titouan Richard      | 4 de diciembre de 2000 (24 años)   | 3    | 0     | Olympique Salaise Rhodia  |
|     | DEL  | Bryan Ausu           | 25 de noviembre de 1997 (27 años)  | 1    | 0     | Sud FC                    |

## Entrenadores
- Guy Elmour (1971-1973)
- Jules Hmeune (1977)
- Rudi Gutendorf (1981)
- Jacques Zimako (1995)
- Michel Clarque (2002)
- Serge Martinengo de Novack (2002-2004)
- Didier Chambaron (2007-2010)
- Christophe Coursimault (2010-2012)
- Alain Moizan (2012-2015)
- Thierry Sardo (2015-2021)[10]
- Dominique Wacalie (2021-2022)
- Johann Sidaner (2022-actualidad)

## Estadísticas

### Copa Mundial de Fútbol
| Copa Mundial de Fútbol | Copa Mundial de Fútbol  | Copa Mundial de Fútbol  | Copa Mundial de Fútbol  | Copa Mundial de Fútbol  | Copa Mundial de Fútbol  | Copa Mundial de Fútbol  | Copa Mundial de Fútbol  |
| Año                    | Ronda                   | J                       | G                       | E                       | P                       | GF                      | GC                      |
| ---------------------- | ----------------------- | ----------------------- | ----------------------- | ----------------------- | ----------------------- | ----------------------- | ----------------------- |
| 1930 - 1950            | No existía la selección | No existía la selección | No existía la selección | No existía la selección | No existía la selección | No existía la selección | No existía la selección |
| 1954-2002              | No participó            | No participó            | No participó            | No participó            | No participó            | No participó            | No participó            |
| 2006                   | No clasificó            | No clasificó            | No clasificó            | No clasificó            | No clasificó            | No clasificó            | No clasificó            |
| 2010                   | No clasificó            | No clasificó            | No clasificó            | No clasificó            | No clasificó            | No clasificó            | No clasificó            |
| 2014                   | No clasificó            | No clasificó            | No clasificó            | No clasificó            | No clasificó            | No clasificó            | No clasificó            |
| 2018                   | No clasificó            | No clasificó            | No clasificó            | No clasificó            | No clasificó            | No clasificó            | No clasificó            |
| 2022                   | No clasificó            | No clasificó            | No clasificó            | No clasificó            | No clasificó            | No clasificó            | No clasificó            |
| 2026                   | Por disputarse          | Por disputarse          | Por disputarse          | Por disputarse          | Por disputarse          | Por disputarse          | Por disputarse          |
| 2030                   | Por disputarse          | Por disputarse          | Por disputarse          | Por disputarse          | Por disputarse          | Por disputarse          | Por disputarse          |
| 2034                   | Por disputarse          | Por disputarse          | Por disputarse          | Por disputarse          | Por disputarse          | Por disputarse          | Por disputarse          |
| Total                  | 0/22                    | -                       | -                       | -                       | -                       | -                       | -                       |

### Copa de las Naciones de la OFC
| Copa de las Naciones de la OFC | Copa de las Naciones de la OFC | Copa de las Naciones de la OFC | Copa de las Naciones de la OFC | Copa de las Naciones de la OFC | Copa de las Naciones de la OFC | Copa de las Naciones de la OFC | Copa de las Naciones de la OFC |
| Año                            | Ronda                          | J                              | G                              | E                              | P                              | GF                             | GC                             |
| ------------------------------ | ------------------------------ | ------------------------------ | ------------------------------ | ------------------------------ | ------------------------------ | ------------------------------ | ------------------------------ |
| 1973                           | Tercer lugar                   | 5                              | 3                              | 0                              | 2                              | 10                             | 6                              |
| 1980                           | Tercer lugar                   | 4                              | 3                              | 0                              | 1                              | 14                             | 12                             |
| 1996                           | No clasificó                   | No clasificó                   | No clasificó                   | No clasificó                   | No clasificó                   | No clasificó                   | No clasificó                   |
| 1998                           | No clasificó                   | No clasificó                   | No clasificó                   | No clasificó                   | No clasificó                   | No clasificó                   | No clasificó                   |
| 2000                           | No clasificó                   | No clasificó                   | No clasificó                   | No clasificó                   | No clasificó                   | No clasificó                   | No clasificó                   |
| 2002                           | Primera ronda                  | 3                              | 0                              | 0                              | 3                              | 1                              | 14                             |
| 2004                           | No clasificó                   | No clasificó                   | No clasificó                   | No clasificó                   | No clasificó                   | No clasificó                   | No clasificó                   |
| 2008                           | Subcampeón                     | 6                              | 2                              | 2                              | 2                              | 12                             | 10                             |
| 2012                           | Subcampeón                     | 5                              | 3                              | 0                              | 2                              | 19                             | 7                              |
| 2016                           | Tercer lugar                   | 4                              | 1                              | 2                              | 1                              | 9                              | 3                              |
| 2020                           | Cancelado                      | Cancelado                      | Cancelado                      | Cancelado                      | Cancelado                      | Cancelado                      | Cancelado                      |
| 2024                           | Se retiró                      | Se retiró                      | Se retiró                      | Se retiró                      | Se retiró                      | Se retiró                      | Se retiró                      |
| Total                          | 6/11                           | 27                             | 12                             | 4                              | 11                             | 65                             | 52                             |

## Otros torneos

### Fútbol en los Juegos del Pacífico
| Fútbol en los Juegos del Pacífico | Fútbol en los Juegos del Pacífico | Fútbol en los Juegos del Pacífico | Fútbol en los Juegos del Pacífico | Fútbol en los Juegos del Pacífico | Fútbol en los Juegos del Pacífico | Fútbol en los Juegos del Pacífico | Fútbol en los Juegos del Pacífico |
| Año                               | Ronda                             | J                                 | G                                 | E                                 | P                                 | GF                                | GC                                |
| --------------------------------- | --------------------------------- | --------------------------------- | --------------------------------- | --------------------------------- | --------------------------------- | --------------------------------- | --------------------------------- |
| 1963                              | Campeón                           | 2                                 | 2                                 | 0                                 | 0                                 | 10                                | 3                                 |
| 1966                              | Subcampeón                        | 4                                 | 3                                 | 0                                 | 1                                 | 17                                | 2                                 |
| 1969                              | Campeón                           | 5                                 | 4                                 | 1                                 | 0                                 | 20                                | 3                                 |
| 1971                              | Campeón                           | 4                                 | 3                                 | 1                                 | 0                                 | 10                                | 1                                 |
| 1975                              | Subcampeón                        | 5                                 | 4                                 | 0                                 | 1                                 | 16                                | 4                                 |
| 1979                              | Cuarto lugar                      | 5                                 | 3                                 | 0                                 | 2                                 | 27                                | 5                                 |
| 1983                              | Tercer lugar                      | 6                                 | 4                                 | 0                                 | 2                                 | 15                                | 11                                |
| 1987                              | Campeón                           | 6                                 | 5                                 | 0                                 | 1                                 | 26                                | 4                                 |
| 1991                              | Tercer lugar                      | 5                                 | 3                                 | 0                                 | 2                                 | 23                                | 8                                 |
| 1995                              | Primera ronda                     | 4                                 | 2                                 | 0                                 | 2                                 | 19                                | 3                                 |
| 2003                              | Subcampeón                        | 6                                 | 4                                 | 1                                 | 1                                 | 29                                | 3                                 |
| 2007                              | Campeón                           | 6                                 | 4                                 | 1                                 | 1                                 | 28                                | 2                                 |
| 2011                              | Campeón                           | 7                                 | 6                                 | 0                                 | 1                                 | 36                                | 3                                 |
| 2015                              | Disputado por selecciones sub-23  | Disputado por selecciones sub-23  | Disputado por selecciones sub-23  | Disputado por selecciones sub-23  | Disputado por selecciones sub-23  | Disputado por selecciones sub-23  | Disputado por selecciones sub-23  |
| 2019                              | Subcampeón                        | 6                                 | 5                                 | 0                                 | 1                                 | 23                                | 2                                 |
| 2023                              | Campeón                           | 4                                 | 3                                 | 1                                 | 0                                 | 18                                | 2                                 |
| Total                             | 15/16                             | 75                                | 55                                | 5                                 | 15                                | 317                               | 56                                |

### Copa Melanesia
| Copa Melanesia | Copa Melanesia | Copa Melanesia | Copa Melanesia | Copa Melanesia | Copa Melanesia | Copa Melanesia | Copa Melanesia |
| Año            | Ronda          | J              | G              | E              | P              | GF             | GC             |
| -------------- | -------------- | -------------- | -------------- | -------------- | -------------- | -------------- | -------------- |
| 1988           | Cuarto lugar   | 4              | 1              | 0              | 3              | 6              | 5              |
| 1989           | Subcampeón     | 4              | 3              | 0              | 1              | 9              | 5              |
| 1990           | Subcampeón     | 4              | 2              | 1              | 1              | 5              | 3              |
| 1992           | Subcampeón     | 3              | 2              | 1              | 0              | 4              | 2              |
| 1994           | Cuarto lugar   | 4              | 1              | 0              | 3              | 5              | 9              |
| 1998           | Quinto lugar   | 4              | 0              | 0              | 4              | 4              | 10             |
| 2000           | Cuarto lugar   | 4              | 2              | 0              | 2              | 11             | 11             |
| 2022           | Primera ronda  | 2              | 0              | 0              | 2              | 0              | 2              |
| Total          | 8/8            | 29             | 11             | 2              | 16             | 44             | 47             |

## Récord ante otras selecciones
Actualizado al 10 de octubre de 2024.
| Rival                | PJ  | PG  | PE | PP  | GF  | GC  | DIF  |
| -------------------- | --- | --- | -- | --- | --- | --- | ---- |
| Australia            | 4   | 0   | 0  | 4   | 3   | 23  | –20  |
| Bulgaria             | 1   | 0   | 0  | 1   | 3   | 5   | –2   |
| Estonia              | 1   | 0   | 1  | 0   | 1   | 1   | 0    |
| Fiyi                 | 38  | 12  | 6  | 20  | 67  | 73  | –6   |
| Guam                 | 3   | 3   | 0  | 0   | 37  | 1   | +36  |
| Guadalupe            | 2   | 0   | 1  | 1   | 1   | 5   | –4   |
| Islas Cook           | 5   | 5   | 0  | 0   | 40  | 0   | +40  |
| Islas Salomón        | 28  | 14  | 3  | 11  | 55  | 43  | +12  |
| Malasia              | 1   | 0   | 0  | 1   | 1   | 2   | –1   |
| Mauricio             | 1   | 0   | 0  | 1   | 1   | 3   | –2   |
| Martinica            | 3   | 0   | 1  | 2   | 1   | 7   | –6   |
| Mayotte              | 2   | 1   | 0  | 1   | 3   | 4   | –1   |
| Micronesia           | 1   | 1   | 0  | 0   | 18  | 0   | +18  |
| Nueva Zelanda        | 34  | 11  | 2  | 21  | 46  | 71  | –25  |
| Papúa Nueva Guinea   | 20  | 14  | 2  | 4   | 55  | 18  | +37  |
| Reunión              | 2   | 0   | 0  | 2   | 3   | 7   | –4   |
| San Pedro y Miquelón | 1   | 1   | 0  | 0   | 16  | 1   | +15  |
| Samoa                | 4   | 4   | 0  | 0   | 29  | 0   | +29  |
| Samoa Americana      | 4   | 4   | 0  | 0   | 33  | 0   | +33  |
| Tahití               | 64  | 27  | 14 | 23  | 108 | 78  | +30  |
| Tonga                | 6   | 6   | 0  | 0   | 43  | 2   | +41  |
| Tuvalu               | 5   | 4   | 0  | 1   | 32  | 2   | +30  |
| Vanuatu              | 40  | 25  | 7  | 8   | 102 | 45  | +57  |
| Wallis y Futuna      | 3   | 3   | 0  | 0   | 19  | 1   | +18  |
| Total                | 273 | 135 | 37 | 101 | 717 | 392 | +315 |

## Palmarés

#### Competiciones oficiales
- Copa de las Naciones de la OFC:
  -  Subcampeón (2): 2008 y 2012
  -  Tercer lugar (2): 1973 y 1980

#### Regionales
- Juegos del Pacífico:
  -   Campeón (7): 1963, 1969, 1971, 1987, 2007, 2011 y 2023
  -  Subcampeón (3): 1966, 2003 y 2019
  -  Tercer lugar (2): 1983 y 1991
  -  Cuarto lugar (1): 1979

- Copa Melanesia:
  -  Subcampeón (4): 1989, 1990, 1992 y 2023
  -  Cuarto lugar (3): 1988, 1994 y 2000